# A Curious Feeling
A Curious Feeling è il primo album solista di Tony Banks pubblicato nel 1979 durante una prima pausa dai lavori dei Genesis. Tony suona tutti gli strumenti tranne la batteria curata da Chester Thompson (batterista in tour con i Genesis) mentre il canto è affidato a Kim Beacon. 
È un album dove prevalgono le tastiere ed il pianoforte ed ebbe un discreto successo in Gran Bretagna. Le canzoni After the Lie e You si concludono con un veloce assolo di tastiere. Tre tracce sono strumentali e la canzone Lucky Me ha un testo autobiografico; La title track e After the Lie trattano invece temi politici, mentre You è un brano d'amore.
È stato registrato al Polar Music Studios di Stoccolma.
Nel 2009 è stato pubblicato un cofanetto contenente una versione del disco rimasterizzata in stereo alla The Farm (storico studio dei Genesis) e un DVD contenente le tracce missate in Surround 5.1 e i filmati promozionali del 1979 di For a While e The Waters of Lethe.

## Tracce
Testi e musiche di Tony Banks.
Lato A
1. From the Undertow - 2:45
2. Lucky Me - 4:23
3. The Lie - 4:58
4. After the Lie - 4:47
5. A Curious Feeling - 3:58
6. Forever Morning - 5:59

Lato B
1. You - 6:28
2. Somebody Else's Dream - 7:45
3. The Waters of Lethe - 6:27
4. For a While - 3:32
5. In the Dark - 2:52

## Formazione
- Tony Banks: tastiere, chitarre, bassi e percussioni
- Chester Thompson: batteria e percussioni
- Kim Beacon: voce